# Válka o Jenkinsovo ucho
Jako válka o Jenkinsovo ucho se označuje konflikt mezi Velkou Británií a Španělskem, který probíhal v Americe v letech 1739–1748. Jeho příčinou byly vzájemné obchodní a územní spory v koloniích těchto států. Roku 1740 se konflikt stal součástí rozsáhlejšího mezinárodního měření sil – války o dědictví rakouské. Ukončen byl roku 1748 cášským mírem.

## Pozadí
Utrechtský mír z roku 1713 zajišťoval Britům výsadní právo na dovoz otroků do španělských kolonií v Americe – asiento a umožňoval jim do španělských držav dovážet i omezené množství zboží. Mezi britskými přepravci a španělskou pobřežní stráží v Americe ale postupně narůstaly konflikty. Při jednom z nich byla roku 1731 posádka britské brigy Rebecca pod velením kapitána Roberta Jenkinse obviněna z pašování zboží a i když se na lodi žádný kontraband nenašel,[zdroj?] Španělé zboží zabavili, velitele lodi mučili a nakonec mu uřízli ucho. Nejednalo se o ojedinělý incident, stížností britských přepravců na chování španělských úřadů v Americe přibývalo.
Roku 1738 během narůstajícího napětí mezi oběma státy kapitán Jenkins vystoupil v dolní sněmovně britského parlamentu a poslancům přednesl svůj starý případ, jako důkaz předložil i uříznuté ucho. Několik let starý incident, který vyvolal všeobecné pobouření, nakonec Britům posloužil roku 1739 jako záminka k vyhlášení války. Hlavní příčinou konfliktu, kterému se původně předseda britské vlády Walpole snažil vyhnout, byla ale britská snaha o likvidaci španělského obchodního monopolu ve velké části Západní Indie. Ve hře byly rovněž hranice Floridy a pokračování britského asienta na dovoz otroků do Ameriky.

## Průběh konfliktu

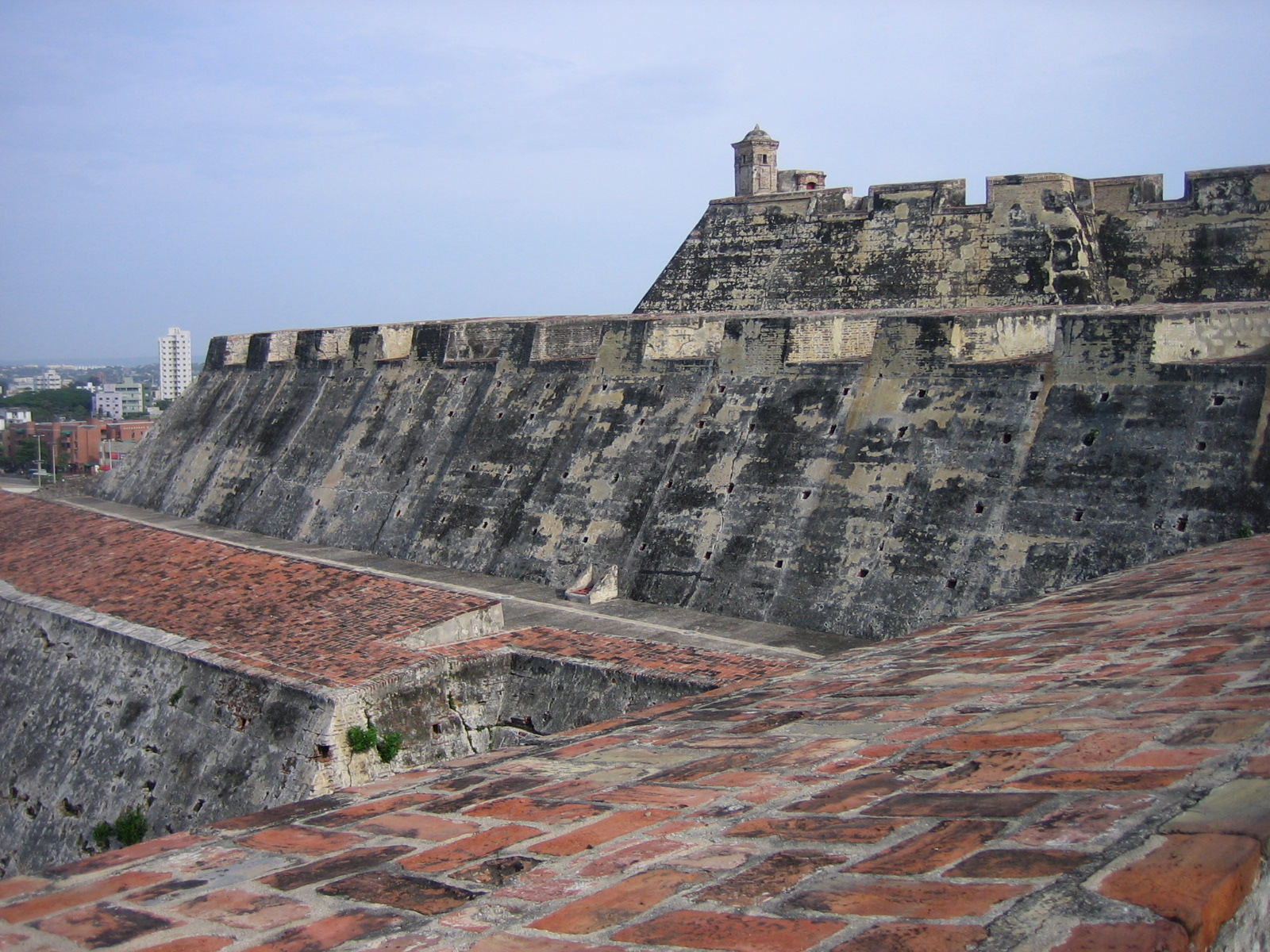
Místo bojů – pevnost San Felipe de Barajas v Cartageně

Útok zahájili Britové, když jejich síly pod velením admirála Edwarda Vernona obsadily roku 1739 španělskou pevnost Portobelo. O rok později se Britové zmocnili Chagresu v dnešní Panamě, Vernonův pokus o obsazení Cartageny se ale již nezdařil. Stejně tak selhala snaha guvernéra Georgie Jamese Oglethorpa o dobytí St. Augustinu na Floridě. V roce 1742 sice Britové odrazili útok svých nepřátel na ostrov svatého Šimona, ale neuspěli ani při druhém pokusu o obsazení St. Augustine a tak se z Floridy zcela stáhli.
Během konfliktu námořníci obou států přepadávali lodě svých protivníků.
Roku 1740 vypukla válka i mezi dalšími evropskými státy a konflikt mezi Španělskem a Velkou Británií se stal součástí války o dědictví rakouské. Ta byla ukončena v roce 1748 cášským mírem. Podle této smlouvy byl v Americe obnoven tzv. status quo ante bellum – všechna území se vrátila původním vlastníkům.